# Mario Vicini
Pour les articles homonymes, voir Vicini.
Mario Vicini  (né le 21 février 1913 à Martorano di Cesena dans la province de Forlì-Cesena en Émilie-Romagne - mort le 6 décembre 1995 dans sa ville natale) est un coureur cycliste italien, qui commence sa carrière dans l'entre-deux-guerres et l'achève dans les années 1950.

## Biographie
Mario Vicini devient professionnel en 1936 et le reste jusqu'en 1953.
Il a été couronné champion d'Italie sur route en 1939 et a terminé deuxième du Tour de France 1937.

## Palmarès
- 1935
  - Giro delle Province Romagnole
  - Grand Prix de Camaiore
- 1936
  - Giro delle Quattro Province
  - 1re étape du Tour du Latium
  - 3e du Tour du Latium
- 1937
  - 2e du Tour de France
- 1938
  - 2e étape du Tour d'Italie
  - Tour de Toscane
  - 3e du Tour de Vénétie
- 1939
  -  Champion d'Italie sur route
  - Tour du Latium
  - 2e du Tour de Toscane
  - 3e du Tour d'Italie
- 1940
  - 15e et 16e étapes du Tour d'Italie
  - Coppa Marin
  - 2e du Tour de Toscane
  - 2e du Grand Prix Leptis-Magna
  - 4e du Tour d'Italie
- 1947
  - 3e du Tour du Piémont
  - 7e du Tour d'Italie

## Résultats sur les grands tours

### Tour de France
2 participations
- 1937 : 2e
- 1938 : 6e

### Tour d'Italie
10 participations
- 1936 : 17e
- 1937 : non-partant (9e étape)
- 1938 : abandon (5e étape),  maillot rose pendant 1 jour
- 1939 : 3e
- 1940 : 4e, vainqueur des 15e et 16e étapes
- 1946 : abandon
- 1947 : 7e
- 1948 : abandon
- 1949 : abandon sur chute (15e étape)
- 1950 : 18e